# Osa pulchra
Osa  es un género monotípico de plantas con flores perteneciente a la familia de las rubiáceas. Incluye una sola especie: Osa pulchra (D.R.Simpson) Aiello (1979). Es endémica de Panama y Costa Rica .

## Taxonomía
Osa pulchra fue descrita por (D.R.Simpson) Aiello y publicado en Journal of the Arnold Arboretum 60(1): 116, en el año 1979.
Sinonimia
- Hintonia pulchra D.R.Simpson[4]